# Ainulindalë
Ainulindalë, a Música dos Ainur, é uma das histórias contadas por Tolkien em O Silmarillion. Diante do tema que Eru sugeriu, os Ainur, espécie de anjo, começaram a cantar para ele, ornamentando este tema. Mas a dissonância surgiu a partir de Melkor. Essa é conhecida como a Sinfonia Maravilhosa ou Grande Música. Diz-se, porém, que uma música ainda mais majestosa será entoada pelos Ainur e pelos Filhos de Ilúvatar no Final dos Tempos.
Ainulindalë é a chamada Música dos Ainur, que toma parte da obra do autor britânico J.R.R.Tolkien. 
É a primeira parte do livro O Silmarillion, e conta a história da criação dos Ainur, seres angelicais que surgiram do pensamento de Eru Ilúvatar.

## Sinopse
Eru, o Único, criou os Ainur de seu pensamento. E os Ainur cantavam cada qual em seu canto, pois só compreendiam a parte da mente de Deus da qual haviam sido criados. Mas quando passaram a compreender a mente uns dos outros, tornaram-se consonantes em seu canto, e Eru os convocou para que cantassem diante dele: disse-lhes que ornamentando o tema da Chama Imperecível, com a qual os havia inspirado, criassem uma Música, mas não uma qualquer: teria de ser a mais magnífica. E os Ainur assim fizeram, e criaram a Sinfonia Maravilhosa. Mas um dos Ainur, o de maior poder, chamado Melkor, quis criar sua própria música, e implantou a desarmonia. Eru ergueu-se então e propôs um novo tema, e Melkor novamente o confrontou, e Eru outra vez ergueu-se e surgiu um terceiro tema, no qual surgiram os Filhos de Eru, mas Melkor quis enfrentá-lo novamente, e Eru ergeu-se com o semblante terrível, e fez cessar a música.
Foi nessa música que os Ainur tiveram uma visão, no qual viram a Terra, e os Filhos de Deus, e Eru fê-los tornarem-se realidade.
Diz-se, entretanto, que outra Música, de maior esplendor e beleza, será criada no Fim dos Tempos, e nela os Filhos de Eru, os Elfos e os Humanos, e talvez os Anões, cantarão junto aos Ainur.

## Crítica

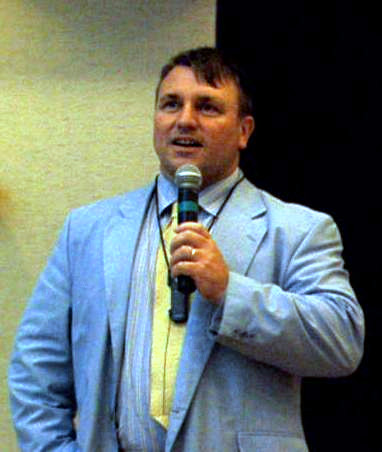
O escritor britânico Joseph Pearce elogiou «Ainulindalë» dizendo que era o mito «mais bonito de todo o mundo de Tolkien».

Enquanto os críticos geralmente se centraram no romance como um todo, as observações recebidas exclusivamente por "Ainulindalë" foram bastante positivas. O Escritor britânico Joseph Pearce descreve a história em seu livro Tolkien: Homem e Mito como "a parte mais importante de The Silmarillion" e acrescenta que "este mito de a criação é, talvez, o mais importante e o mais bonito do mundo de Tolkien». Por sua vez, Brian Rosebury comenta em seu livro Tolkien: A Critical Assessment que lhe parece um grande trabalho, com uma «prosa adequadamente bíblica e ao mesmo tempo distinta de Tolkien».
Vários jesuítas comentaram sobre a história de Ainulindalë, incluindo o padre James V. Schall, que disse: "Eu nunca li nada tão bonito como na primeira página de O Silmarillion", ou padre Robert Murray, amigo de Tolkien, que comentou: "em toda a literatura, desde a formação dos livros sagrados da humanidade, é improvável que haja um mito de criação comparável, por sua beleza e poder imaginativo».